# M29 (疏散星團)
M29或梅西耶29，也稱為NGC 6913或冷卻塔星團，是在北天星座天鵝座中的一個相當小但夠明亮的疏散星團，位置在星座中央明亮的天津一南方。它是梅西耶在1764年發現，使用雙筒望遠鏡就能看見。
M29位於銀河系的臂和核球的幾度範圍內。它到銀河系中心的距離在4,000至7,200光年之間，比標準距離少了數百光年。1998年的一份熱門作品給出了這個範圍內的值。蓋亞EDR3的數據給出了大約5240光年的視差距離。這種不確定性是由於對星團光的吸收所知甚少。它的消光有很大程度上是來自周圍微弱的星雲和螺旋臂橫截面前方的其它星際物質（參見我們所在的銀河系獵戶-天鵝臂）。
根據Sky Catalogue這份星表的資料，M29包含在天鹅座OB1星協中，默認的情況是考慮太陽系當前運動的軌跡，三維運動的徑向速度分量為以28公里/秒的速度接近（因此註記為負值）。因為它最熱的的五顆恆星都是光譜B0類的巨星，估計它的年齡為1,000萬年。吉普爾（英語：Kepple）和他的同事給出了最亮恆星在中波長（和頻率）可見光波段的視星等為8等
該星團的絕對星等估計為8.2，光度為160,000太陽光度（L☉）。 線直徑估計僅為11光年。川普勒本人將它分類為III,3,p,n（多了n是因為它與星雲有關），然而格茨（英語：Götz）給出的是 II, 3, m，而吉普爾給出的是 I, 2, m, n。Sky Catalogue列出它的成員不超過50顆恆星；更早期的貝克瓦爾（英語：Becvar）的估計只有20顆恆星。
北緯47度以北的地區，該星團全天部分或全部位於地平線之上。在晴朗的夜空中，使用雙筒望遠鏡就可以看到它。在望遠鏡中，使用最低的倍率是最佳的選擇。根據Mallas的說法，它最亮的恆星形成了一個「短粗的北斗七星」。最亮的四顆恆星形成一個四邊形，其它的三顆恆星在四顆恆星中最北端那顆的北側形成一個小三角形。因為它與雙曲面形狀的結構相似，因此它通常被稱為「冷卻塔」。它們周圍有一些較暗的恆星，但這個星團似乎非常孤獨，尤其是使用較小的望遠鏡觀賞時。在照片中，會有許多黯淡的銀河系恆星出現在背景中。
M29很容易找到，因為它位於天津一（天鹅座γ，也稱為天鵝座37）南邊約1.7度。在很近的角度，在太空中可以說很近，有一個彌散星雲。
在這個星團附近可以找到溫度特別高的沃夫-瑞葉聯星WR 143（W4C+Be，HD 195177）。